# Menacella sladeni
Menacella sladeni is een zachte koraalsoort uit de familie Plexauridae. De koraalsoort komt uit het geslacht Menacella. Menacella sladeni werd in 1910 voor het eerst wetenschappelijk beschreven door Thomson & Russell. 